# إنسوريكسشون
إنسوريكسشون بالإنجليزية (Insurrextion) هو أحد المهرجانات التي تقدمها مؤسسة المصارعة الحرة الترفيهية wwe . تم عرض أول حدث عام 2000 .

## الأماكن والمواعيد
| الحدث              | التاريخ      | المدينة            | المكان               | الحدث الرئيسي                                                                                   |
| ------------------ | ------------ | ------------------ | -------------------- | ----------------------------------------------------------------------------------------------- |
| إنسوريكسشون (2000) | May 6, 2000  | لندن               | مركز معارض الإيرلات ‏ | دوين جونسون (c) vs. شين مكمان vs. تربل إتش in a Triple Threat match for the WWF Championship    |
| إنسوريكسشون (2001) | May 5, 2001  | لندن               | مركز معارض الإيرلات ‏ | ستون كولد ستيف أوستن (c) and Triple H vs. أندرتيكر in a Handicap match for the WWF Championship |
| إنسوريكسشون (2002) | May 4, 2002  | لندن               | ويمبلي أرينا         | Triple H vs. The Undertaker                                                                     |
| إنسوريكسشون (2003) | June 7, 2003 | Newcastle, England | Telewest Arena       | Triple H (c) vs. ديزل in a Street Fight match for the World Heavyweight Championship            |